# 柴宗義
柴宗義（？—？），字子集，山西平陽府解州安邑縣人，民籍，明朝政治人物。

## 生平
嘉靖三十四年（1555年）乙卯科山西鄉試第十五名舉人。嘉靖四十一年（1562年）中式壬戌科會試第一百二十七名，三甲第八十七名進士。授長清縣知縣，貶都察院都事。

## 家族
曾祖柴肇祀；祖父柴順；父柴梅。前母賈氏；母賈氏。具庆下。弟宗禮、宗信。